# English Racing Automobiles
English Racing Automobiles (ERA) (Automóviles de Carreras Ingleses) fue un fabricante británico de automóviles de carreras que estuvo en activo desde 1933 hasta 1954.

## Historia

### Antes de la Segunda Guerra Mundial

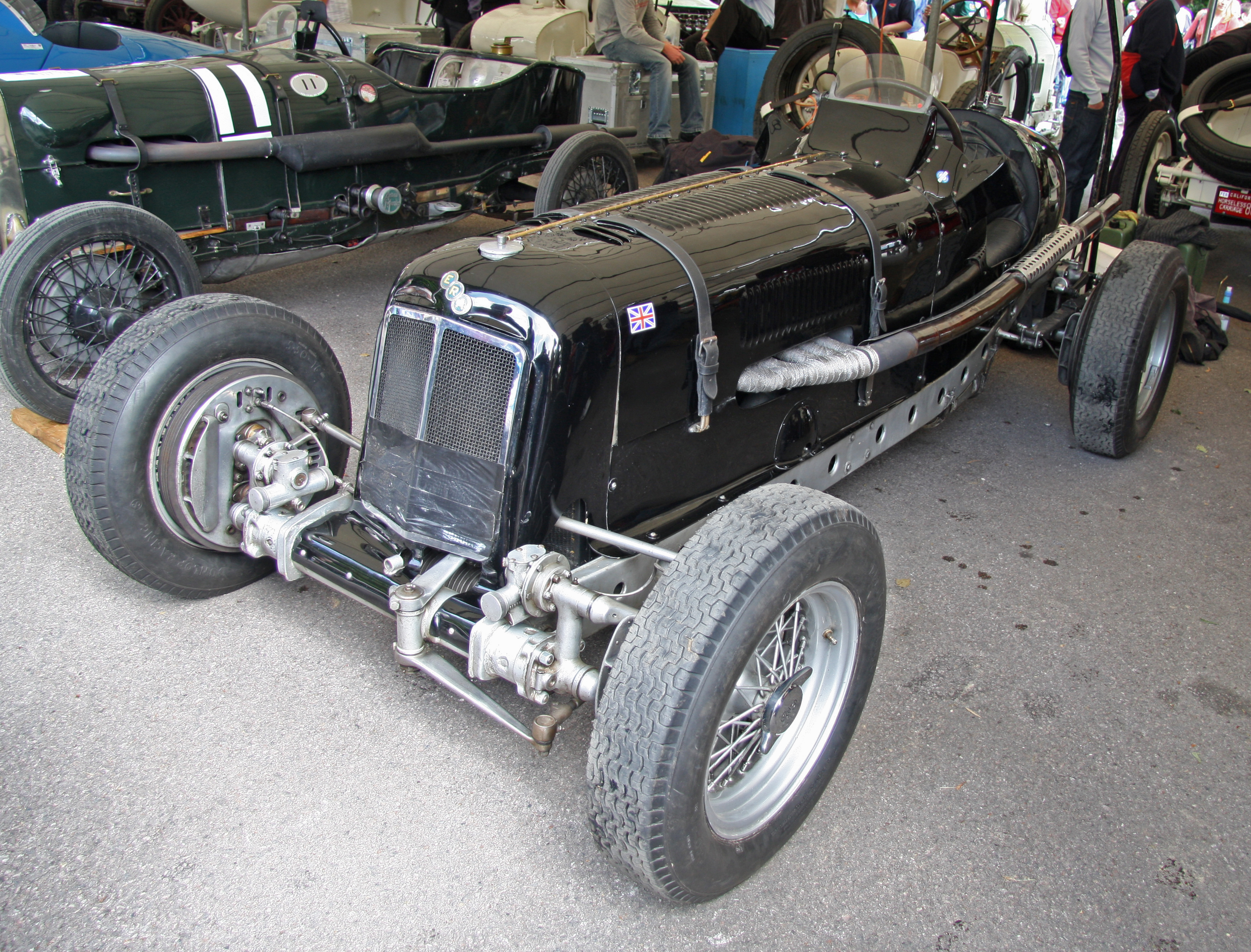
ERA D-Type R4D (1935)

ERA fue fundada por Humphrey Cook, Raymond Mays y Peter Berthon en noviembre de 1933 y se estableció en Bourne, Lincolnshire, junto a Eastgate House, el hogar familiar de Raymond Mays entre Eastgate road y Spalding road. Su ambición era fundar un equipo capaz tanto de fabricar automóviles monoplaza de competición como de gestionar su participación en las carreras, con el objetivo de mantener el prestigio británico en las pruebas de toda Europa. 
Con un presupuesto prohibitivo para aspirar a las carreras de Gran Premio, en su lugar, centraron sus esfuerzos en una categoría más pequeña, con motores de 1500 cc sobrealimentados, la clase de carreras equivalentes a la Fórmula 2 actual. Humphrey Cook financió la operación, utilizando los beneficios del negocio familiar de cortinas, Cook, Son & Co. , de St Paul's Churchyard, Londres. Berthon fue responsable del diseño general de los coches, mientras que Mays se convirtió en su principal piloto, ya que había competido con éxito en varias otras marcas, entre ellas Vauxhall, Bugatti y Riley.

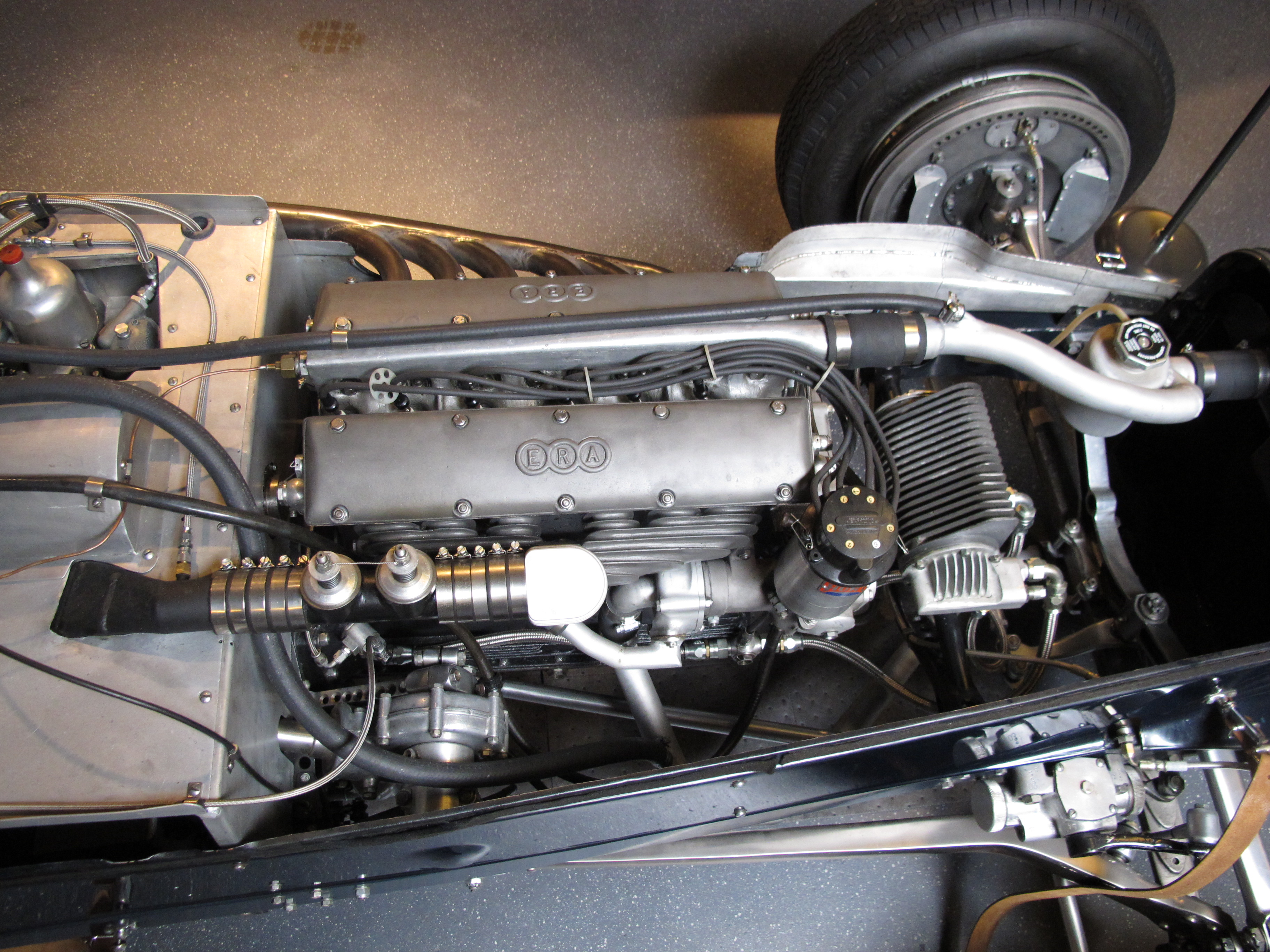
Un motor ERA sobrealimentado de seis cilindros en el coche de carreras del príncipe Bira de Tailandia

Un nuevo chasis fue concebido por el diseñador británico Reid Railton (quien también había diseñado con éxito los coches Bluebird del récord de velocidad en tierra para el piloto Malcolm Campbell) y fue construido por Thomson & Taylor en Brooklands. El motor se basó en la probada unidad de seis cilindros Riley, aunque se modificó significativamente. Se fabricó un cigüeñal forjado más fuerte con un gran rodamiento central de rodillos Hyatt y se diseñó una culata de aluminio completamente nueva. El motor fue sobrealimentado utilizando un compresor a medida diseñado por Murray Jamieson, que había trabajado con Mays y Berthon en el White Riley. El motor ERA se diseñó para tres capacidades: una base de 1500 cc, una de 1100 cc, y también se expandió hasta los 2000 cc. Funcionaba con metanol y en su versión de 1500 cc era capaz de rendir alrededor de 180-200 CV, y alcanzaba sobre los 250-275 CV en el modelo de 2000 cc.
El consejo del equipo pudo imponer su criterio al de los hermanos George y Jack Gray, para que se moldeara a mano la carrocería del nuevo automóvil monoplaza, de acuerdo con un diseño ideado por Mr. Piercy, quien había ideado anteriormente la carrocería del "Bluebird" de Campbell.
La presentación a la prensa y al público del primer automóvil ERA (chasis R1A) se llevó a cabo en Brooklands el 22 de mayo de 1934, tras las pruebas realizadas en Syston Park. Después de los problemas iniciales con el chasis, que requirieron una serie de modificaciones, el equipo ERA pronto dispuso de una combinación ganadora. A finales de año, los coches ERA habían obtenido notables victorias sobre muchas otras marcas más establecidas. En 1935, en una carrera importante en Nürburgring, los ERA lograron el primer, tercer, cuarto y quinto lugar. 

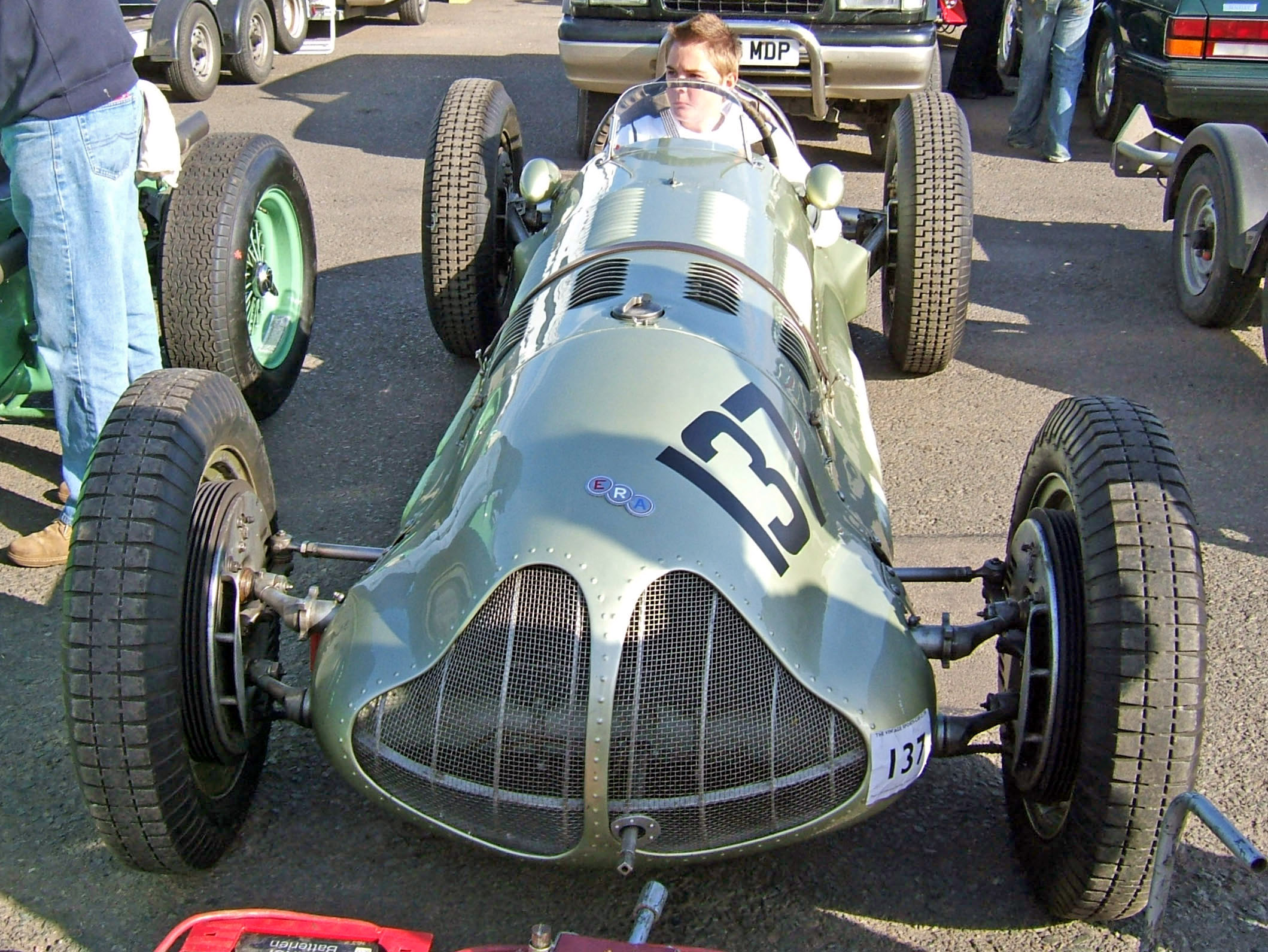
E-Type chasis no. GP1 (1938), pilotado por HL Brooke, Leslie Johnson, Reg Parnell, Peter Walker y Peter Whitehead

Durante el resto de la década, con pilotos del calibre de Dick Seaman en el equipo, ERA dominó las carreras de las fórmulas menores, y el diseño original de tipo A se desarrolló en los tipos B, C y D a lo largo del tiempo. 
Dos príncipes tailandeses, Chula Chakrabongse y Birabongse Bhanudej, cuyo trío de coches ERA se hicieron famosos como "Hanuman", "Romulus" y "Remus", dirigieron su propio equipo, desde su sede en The White Mouse Garage. El príncipe Chula era el dueño del equipo, habiendo comprado el "Romulus" como regalo para su primo, el príncipe Bira, que era el piloto del equipo. 
El ERA Tipo E, el más moderno, apareció justo antes de la Segunda Guerra Mundial, pero no se desarrolló completamente.

### Posguerra
La Segunda Guerra Mundial detuvo el automovilismo en Europa, y las instalaciones del equipo situadas en Bourne se vendieron al operador de autobuses Delaine, que ocupaba los locales adyacentes. El edificio original todavía es utilizado hoy en día por Delaine como un bloque de oficinas. Para cuando las carreras se reanudaron a finales de la década de 1940, Berthon y Mays se habían pasado al proyecto de British Racing Motors (BRM). 

#### Tipo E

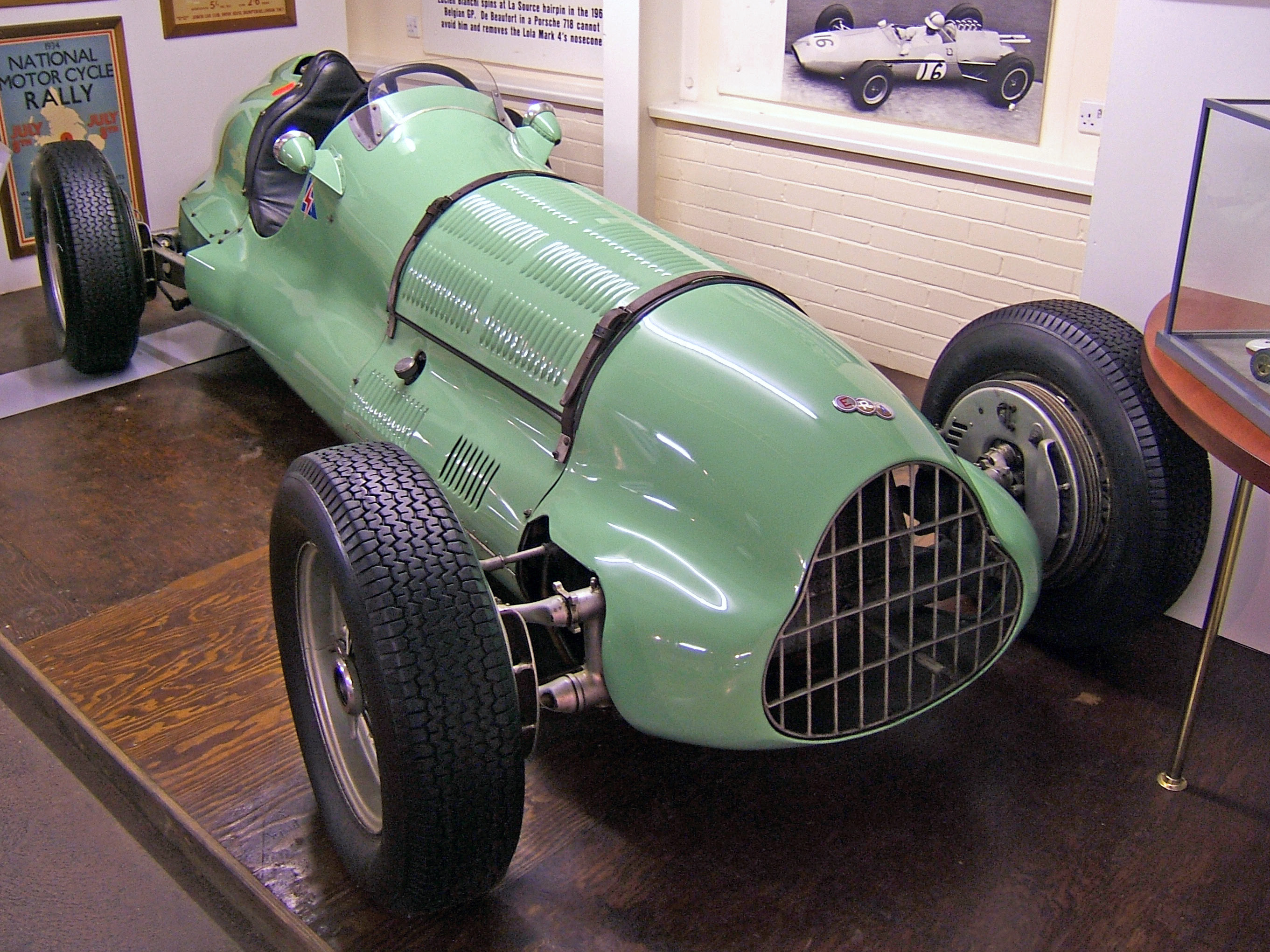
El E-Type de Leslie Johnson, GP2, se muestra en el museo Donington Grand Prix Exhibition

ERA reinició las operaciones en Dunstable bajo unos nuevos propietarios en 1947 cuando Leslie Johnson compró la compañía, junto con el ERA E-Type GP2, el segundo de los dos construidos en 1939, que había sido pilotado por Reg Parnell y Leslie Brooke. Reacondicionado con un compresor Zoller y conducido por Johnson, el GP2 empató con el Maserati 4CLT de Parnell en la vuelta rápida del Trofeo del Imperio Británico de 1948, y finalizó quinto. En la misma carrera, el GP1, mejorado por los trabajos con la sobrealimentación tipo Roots diseñada por Murray Jamieson y conducido por el mecánico de Reg Parnell, Wilkie Wilkinson (quien había supervisado la modificación de los E-Type), se retiró con una biela rota.
Después de registrar el tiempo más rápido en la sesión de pruebas de apertura para el Gran Premio de Gran Bretaña de 1948 , Johnson tuvo que retirarse con su GP2 en la primera vuelta cuando ocupaba la tercera plaza debido a un fallo en una junta universal del eje de transmisión. En las pruebas para la Coupe du Salon en Montlhéry, batió el récord de la vuelta, pero tuvo que retirar el GP2 de la carrera con el tanque de combustible roto después de tres vueltas.
En 1949, en Goodwood, el GP2, sufrió la rotura de la junta universal del eje trasero durante las pruebas, pero Johnson llevó el auto al quinto lugar en el Trofeo Richmond y al tercero en la Copa Chichester. En las pruebas del primer día para la Jersey International Road Race, fue el segundo más rápido tras la vuelta récord de Luigi Villoresi en un Maserati, pero el segundo día fallaron los cojinetes del motor y el coche no pudo correr. En el Gran Premio de Europa de 1950 en Silverstone, la sobrealimentación se desintegró después de dos vueltas.
Mientras tanto, el GP1, conducido por Fred Ashmore, no pudo terminar la Carrera Internacional de 1948 en Jersey debido a la falta de combustible y a la dirección defectuosa. 
En el Trofeo Internacional BRDC/Daily Express de 1949, Peter Walker pilotó el GP1 dejándolo a 1,2 segundos del Maserati de Giuseppe Farina en la sesión de pruebas, y terminó quinto en la carrera, a pesar de los problemas de la caja de cambios y la dirección, un radiador con fugas y el escape que quemaba el pie del piloto. Walker fue el más rápido en los entrenamientos de la carrera de Irlanda en el Wakefield Trophy, pero un fallo en el freno le obligó a tomar la carretera de escape en la primera curva. Aquí la carrera del GP1 terminó cuando fue golpeado por una Alta que ya había chocado con el Maserati 4CL de Salvadori.
Finalmente, en 1950, el GP1 resultó destruido por un incendio en un accidente en la carrera del British Empire Trophy en la Isla de Man, causado por un fallo en el eje de transmisión cuando el coche circulaba a alta velocidad con Walker al volante.

#### Tipo G
El G-Type de 1.5 litros corrió en el Campeonato Mundial de 1952, la primera temporada que se disputaba bajo las reglas de la Fórmula 2. El diseño fundamental fue establecido por Robert Eberan-Eberhorst, uno de los principales teóricos del diseño de coches de carreras, que reemplazó a Ferdinand Porsche en Auto Union y diseñó el Auto Union Tipo D de Grand Prix. Su protegido y sucesor David Hodkin completó el diseño del G-Type. El bastidor se construyó con dos tubos longitudinales de magnesio con cuatro travesaños. La suspensión se realizó mediante una suspensión de doble horquilla con muelles helicoidales en la parte delantera y un eje De Dion en la parte trasera. El coche estaba propulsado por un motor Bristol con modificaciones según las especificaciones de Hodkin. 
Stirling Moss lo pilotó, pero el motor no era fiable y los resultados en las carreras fueron decepcionantes. Moss dijo: "Fue, sobre todo, un proyecto que hizo mucho ruido por muy pocos resultados. En ese momento estaba muy desilusionado por el enfoque del profesor Clever para el diseño de coches de carreras. Con el tiempo me enteraría de que incluso el concepto más brillante podría fallar si el equipo en cuestión carecía de la mano de obra, la organización y el dinero necesarios para evitar los errores inevitables del mismo". 
Johnson vendió el proyecto ERA a Bristol, que usó el coche como base para su perticipación en Le Mans, que les daría varias victorias en la clase a mediados de la década de 1950, y centró la compañía en la ingeniería de investigación y desarrollo (I + D). Finalmente se vendió a Zenith Carburettor Ltd, que luego fue comprada por Solex, otra firma de carburadores.

#### Jowett Jupiter
En 1949, von Eberhorst, trabajando para ERA, diseñó el chasis de bastidor tridimensional para el Jowett Jupiter. 

## Legado
Aunque se le cambió el nombre a Engineering Research and Application Ltd , y todavía era principalmente una compañía de I + D, ERA todavía realizó una pequeña cantidad de preparaciones de automóviles para las carreras. En la década de 1980 puso su nombre al ERA Mini Turbo, una versión turbo del Mini.

## Actualmente

### ERA en la competición

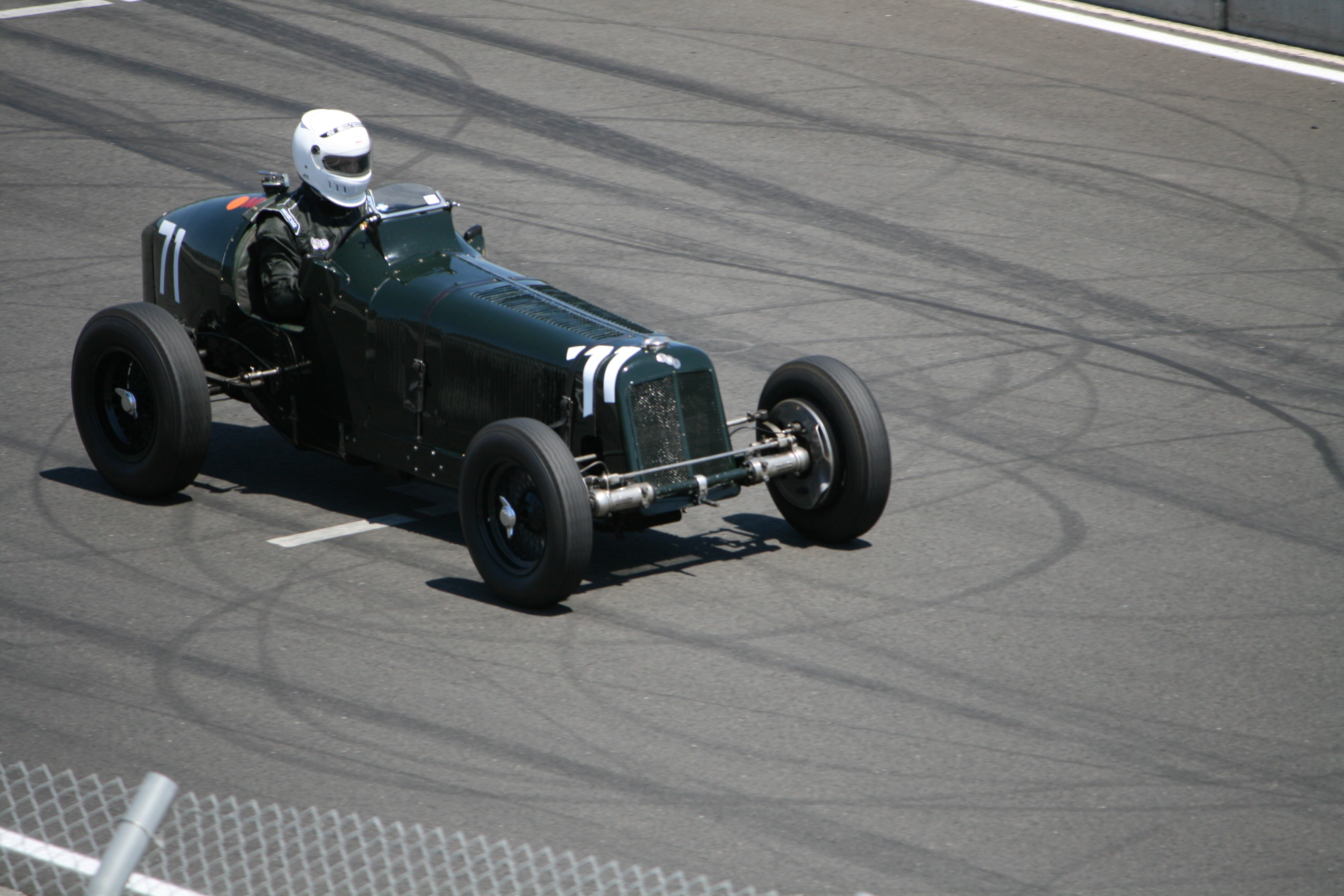
ERA R2A de 1.5 litros de 1934, en el Mazda Raceway Laguna Seca en 2008

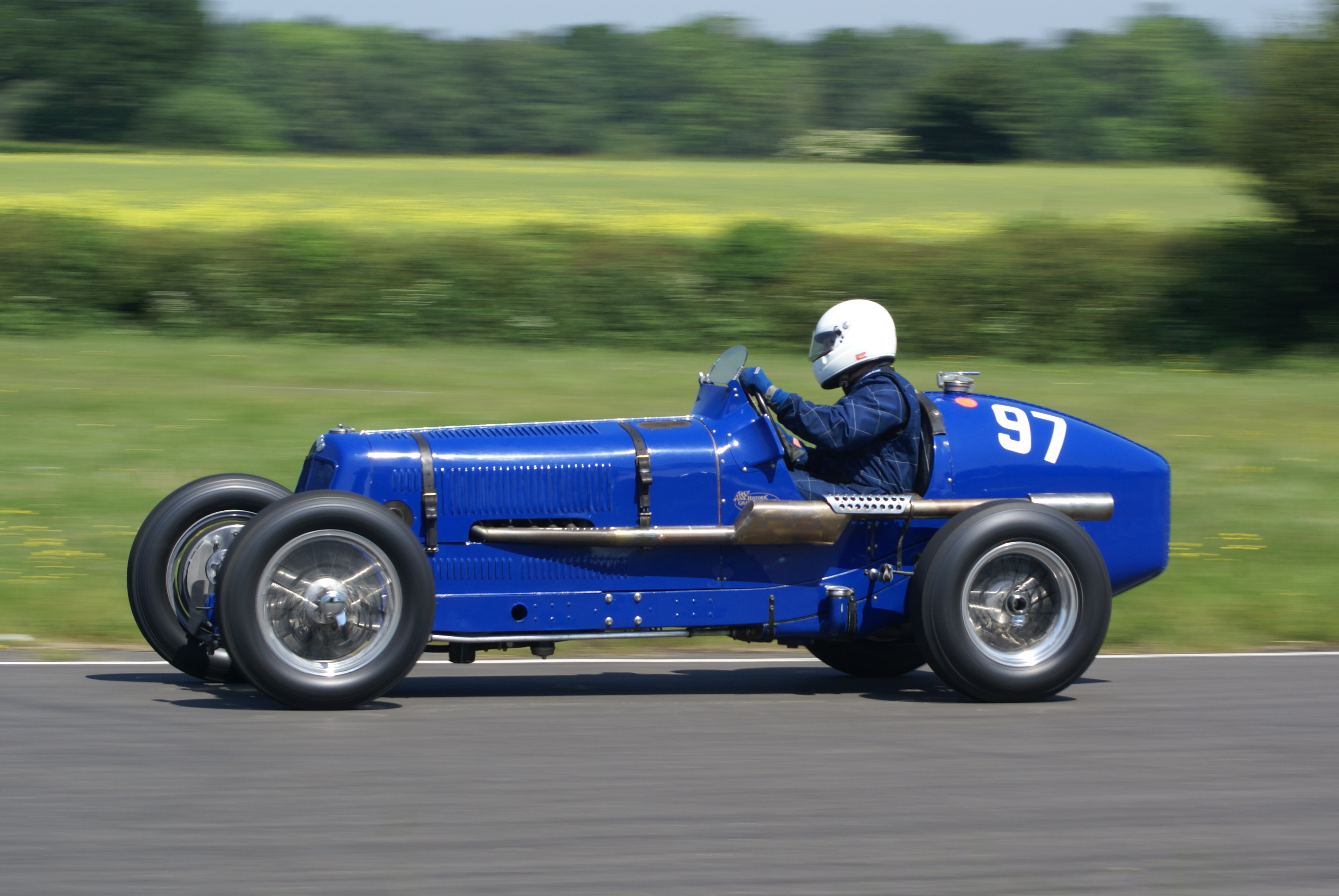
ERA R12C de 1937 en las VSCC Curborough Speed Trials en 2009

La gran mayoría de los ERA previos a la guerra aún existen y tienen una trayectoria continuada y verificable. Todavía compiten en eventos históricos a pesar de que los más recientes datan de la década de 1950. Los autos están particularmente asociados con la prueba del ascenso a Shelsley Walsh, en gran parte gracias a Raymond Mays, quien ganó los dos primeros Campeonatos Británicos de Montaña en 1947 y 1948; de hecho, un ERA ha mantenido durante muchos años el récord de la colina para un automóvil de anterior a la Segunda Guerra Mundial. 

### Exposición de Mays
Una exposición permanente muestra la contribución de Raymond Mays a las carreras de coches, incluidos sus días en ERA, en el centro de patrimonio de la Bourne Civic Society en Bourne. Está abierto los fines de semana y festivos por las tardes. 

## Resultados

### Fórmula 1
(Clave) (negrita indica pole position) (cursiva indica vuelta rápida)

| Año         | Chasis   | Motor              | Neu. | Pilotos            | 1    | 2   | 3   | 4   | 5   | 6   | 7   | 8   |
| ----------- | -------- | ------------------ | ---- | ------------------ | ---- | --- | --- | --- | --- | --- | --- | --- |
| 1950        | E-Type   | 1.5 L6 s           | D    |                    | GBR  | MON | 500 | SUI | BEL | FRA | ITA |     |
| 1950        | E-Type   | 1.5 L6 s           | D    | Leslie Johnson     | Ret  |     |     |     |     |     |     |     |
| 1950        | E-Type   | 1.5 L6 s           | D    | Peter Walker       | Ret‡ |     |     |     |     |     |     |     |
| 1950        | E-Type   | 1.5 L6 s           | D    | Tony Rolt          | Ret‡ |     |     |     |     |     |     |     |
| 1950        | B-Type   | 1.5 L6 s           | D    | Cuth Harrison      | 7    | Ret |     |     |     |     | Ret |     |
| 1950        | B/C-Type | 1.5 L6 s           | D    | Bob Gerard         | 6    |     |     |     |     |     |     |     |
| 1950        | A-Type   | 1.5 L6 s           | D    | Bob Gerard         |      | 6   |     |     |     |     |     |     |
| 1951        | B-Type   | 1.5 L6 s           | D    |                    | SUI  | 500 | BEL | FRA | GBR | GER | ITA | ESP |
| 1951        | B-Type   | 1.5 L6 s           | D    | Bob Gerard         |      |     |     |     | 11  |     |     |     |
| 1951        | B-Type   | 1.5 L6 s           | D    | Brian Shawe-Taylor |      |     |     |     | 8   |     |     |     |
| 1952        | G-Type   | Bristol BS1 2.0 L6 | D    |                    | SUI  | 500 | BEL | FRA | GBR | GER | NED | ITA |
| 1952        | G-Type   | Bristol BS1 2.0 L6 | D    | Stirling Moss      |      |     | Ret |     | Ret |     | Ret |     |
| Referencia: |          |                    |      |                    |      |     |     |     |     |     |     |     |